# Gianstefano Frigerio
Gianstefano Frigerio (Cernusco sul Naviglio, 4 dicembre 1939) è un politico italiano.
Rappresentante del centro-destra, deputato nazionale e candidato sindaco in Lombardia, è stato condannato in via definitiva per diversi reati di corruzione nell'ambito di procedimenti giudiziari svoltisi tra il 1992 e il 2015.

## Biografia

### Studi e inizi
Laureato in Lettere e Filosofia, ha partecipato alla vita politica milanese, dal 1974 al 1976 è stato segretario provinciale della federazione della Democrazia Cristiana (DC), mentre nel 1987 diviene segretario regionale della DC in Lombardia, nel 1990 è anche sindaco del suo comune nativo.

### Deputato con Forza Italia
Nella XIV legislatura è stato iscritto dal 6 novembre 2002 al gruppo parlamentare di Forza Italia e ha fatto parte della Commissione Difesa. Dal gennaio 2005 è stato designato componente della delegazione parlamentare all'assemblea della NATO. Per Forza Italia è anche "Responsabile nazionale dipartimenti".  Il Giornale pubblica suoi articoli.

### Candidatura a sindaco di Cernusco sul Naviglio
Nel 1990 è sindaco del comune di Cernusco sul Naviglio, suo comune nativo.
Quando è parlamentare, invece, viene nominato commissario della sezione di Forza Italia di questo comune poiché lì, a forte tradizione di centro-destra, Forza Italia è reduce da tre sconfitte di seguito (ad opera della Lega Nord e di alcune liste civiche). Nel 2003 tenta quindi di rimediare con un ribaltone politico che porta Forza Italia in giunta, nonostante la sconfitta del candidato berlusconiano al ballottaggio. Nel 2007 a capo della sezione cittadina subisce la quarta sconfitta consecutiva ad opera della coalizione di centro-sinistra guidata da Eugenio Comincini.

### Affiliazione europea
Dal 2006 è membro dell'ufficio politico del PPE.

## Vicende giudiziarie
La sua carriera politica si arresta con i processi di Mani pulite. Nel 1992 subisce la prima misura di custodia cautelare per tre mesi su richiesta del pubblico ministero Antonio Di Pietro, seguite da altri due arresti. Nei processi che lo vedono coinvolto viene accusato di vari reati. Egli ammetterà di avere incassato alcune tangenti, ritenendosi però solo un intermediario. Avrebbe ad esempio riscosso da Paolo Berlusconi 150 milioni di lire per favorire la Fininvest nella gestione della discarica di Cerro Maggiore. Nella stessa causa viene anche ritenuto dal Giudice responsabile di una concussione per un miliardo di lire verso un rivale di partito.
Da questi processi conseguono diverse condanne definitive: 3 anni e 9 mesi per corruzione e concussione, 1 anno e 4 mesi per finanziamento illecito ai partiti, 1 anno 7 mesi per finanziamento illecito e ricettazione. Mentre era da stabilirsi il cumulo della pena, partecipa alle elezioni politiche del 2001, risultando eletto in una lista proporzionale di Forza Italia (partito per cui ha svolto ruolo di consigliere e direttore del centro studi) in Puglia alla Camera dei deputati, con il nome di Carlo Frigerio (la legge permette la scelta del nome da inserire sulla scheda). Dopo il primo giorno della nuova legislatura, il 31 maggio, i Carabinieri eseguono l'arresto: le condanne erano diventate definitive.
Nel 2002 Frigerio ottiene dal giudice l'affidamento in prova ai servizi sociali, ciò che gli permette di recarsi in Parlamento quattro volte al mese. Alla pena finale, 6 anni e 5 mesi, vengono aggiunti 5 anni di interdizione legale, che comporta l'impossibilità di esercitare il diritto di voto alle consultazioni popolari. La Camera fece cadere l'interdizione un anno prima della scadenza. Nel 2004 Frigerio comunicò, per lettera, di aver finito di scontare l'affidamento ai servizi sociali. Il 23 settembre dello stesso anno la Giunta delle elezioni della Camera si riunì per ratificare che “l'esito positivo del periodo di prova estingue la pena ed ogni altro effetto penale, e dunque anche la pena accessoria dell'interdizione dai pubblici uffici”.
In sostanza, Frigerio scontò l'interdizione legale per quattro anni invece di cinque. Durante questo periodo mantenne il seggio di deputato e ricevette regolarmente la sua indennità parlamentare..
L'8 maggio 2014 viene arrestato su ordinanza del GIP di Milano Fabio Antezza a seguito di una indagine condotta per reati commessi contro la pubblica amministrazione. L'indagine è stata condotta dai pubblici ministeri Claudio Gittardi e Antonio D’Alessio di Milano in merito a irregolarità che riguardano l'Expo 2015, è condannato a 3 anni e 4 mesi per tangenti negli appalti per l'Expo e Città della salute.

## Opere
- Giovanni Dell'Elce, Gianstefano Frigerio, La sinistra si è venduta l'anima, Sperling & Kupfer, 1999
- Angelo Frigerio, Gianstefano Frigerio, Nei labirinti del futuro, Bietti, 2001
- Gianstefano Frigerio (con prefazione di Silvio Berlusconi), Il cuore di tenebra del XXI secolo, Bietti, 2006